# 罗伯特·齐莫尼
罗伯特·齐莫尼（匈牙利語：Róbert Zimonyi，1918年4月18日—2004年2月2日），原名齐莫尼·罗伯特（匈牙利語：Zimonyi Róbert），匈牙利、美国男子赛艇运动员。他曾代表美国、匈牙利参加1948年、1952年和1964年夏季奥林匹克运动会赛艇比赛，获得一枚金牌和一枚铜牌。